# 北斎場

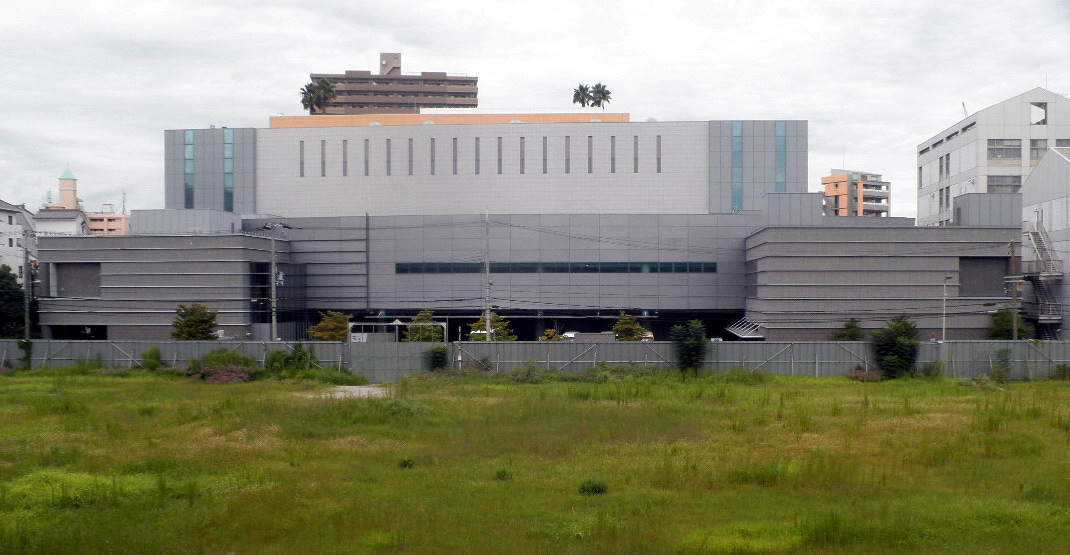
関大天六キャンパス（当時）から見た北斎場（ただし、その後、手前の空地には、マンション「ブランズシティ天神橋筋六丁目」が建設された。）

大阪市立 北斎場（おおさかしりつきたさいじょう）とは、大阪市北区長柄西にある大阪市運営の火葬場・斎場である。

## 概要
1875年に大阪府で火葬禁止令が解除された後、1876年に民営の火葬場として前身の長柄葬儀所が操業を開始。1907年に公共性の観点から大阪市が民営の火葬場4ヶ所を買収し市営火葬場として事業を継続。施設の老朽化のため1937年6月に施設の改修が行われ、重油炉30基及び、大小式場を完成。1940年には長柄葬儀所から長柄斎場に改められ、さらに1943年には北斎場と改めることとなった。
1955年に戦時中薪炭炉を使用していたが、重油式火葬炉15基に改築、1970年代に重油から灯油に燃料を切り替えるなど小改装を重ねてきたが、瓜破斎場に続き1997年から施設の老朽化及び環境的な問題から改修に着手。1999年より一部施設の供用を開始。2001年4月から全施設での稼働を開始。
周辺は住宅密集地帯であり、建替えにより都市型火葬場らしく外観は火葬場とは思えない近代的な設備となっている。
火葬料金は大阪市内その他4箇所の斎場共通である。埋火葬許可証の届出人が大阪、八尾市民であれば市民料金で利用できる。

## 施設
- 地上4階建てで2階に炉前ホールが設置されている
- 台車式火葬炉 20基
- 式場(大式場、中式場、小式場)
- 駐車場 88台

## 葬儀・火葬が行われた有名人
- 松本竜助（火葬のみ）
- 前田竹千代
- 正司玲児